# Elektra Bregenz
Elektra Bregenz AG è un'azienda austriaca produttrice di elettrodomestici con sede a Vienna e controllata dalla turca Arçelik.

## Storia
Fu fondata nel 1898 a Bregenz, nel Vorarlberg, da Friedrich Wilhelm Schindler (1856-1920), ed iniziò con la produzione di cucine. A partire dagli anni trenta avviò le esportazioni verso i mercati esteri. Nel 1950 costruì il primo frigorifero.
Nel 1965 l'azienda venne rilevata e incorporata nel gruppo svizzero BBC, mentre nel 1978 passò al gruppo Blomberg. Nel 1985 l'azienda venne rinominata Tirolia-Werke GmbH, con sede e produzione a Schwaz, in Tirolo. Della Blomberg seguì le sorti nel 1992 quando venne rilevata e incorporata dal gruppo italiano El.Fi. Elettrofinanziaria S.p.A. della famiglia Nocivelli, produttore degli elettrodomestici OCEAN.
Con la crisi della holding del Gruppo Nocivelli, in stato di insolvenza, la fabbrica tirolese viene rilevata nel 2002 dall'azienda turca Arçelik, e da allora ne è una controllata. Produce frigoriferi, lavatrici, piani cottura e forni da incasso.